# ريجي بولوك
ريجي بولوك (بالإنجليزية: Reggie Bullock)‏ مواليد 16 مارس 1991 في بالتيمور، هو لاعب كرة سلة محترف أمريكي بدأ مسيرته الاحترافية في سنة 2013 حيث تم اختياره من قبل فريق لوس أنجلوس كليبرز خلال الدرافت، يلعب مع فريق ديترويت بيستونز في الرابطة الوطنية لكرة السلة ويحمل الرقم 25. يبلغ طوله 6 قدم 7 بوصة (2.0 م).

## فرق لعب لها
- لوس أنجلوس كليبرز
- فينيكس صنز
- ديترويت بيستونز

## إحصائيات المسيرة

### الموسم الاعتيادي
| السنة   | الفريق            | لعب | بدأ | دقيقة | ميداني% | ثلاثية | حرة  | ارتداد | صنع | استلاب | تصدي | نقطة |
| ------- | ----------------- | --- | --- | ----- | ------- | ------ | ---- | ------ | --- | ------ | ---- | ---- |
| 2013–14 | لوس أنجلوس كليبرز | 43  | 0   | 9.2   | .355    | .301   | .778 | 1.3    | .3  | .2     | .0   | 2.7  |
| 2014–15 | لوس أنجلوس كليبرز | 25  | 2   | 10.5  | .426    | .385   | .800 | 1.6    | .2  | .4     | .1   | 2.6  |
| 2014–15 | فينيكس صنز        | 11  | 0   | 6.8   | .063    | .000   | .500 | .9     | .2  | .1     | .2   | .4   |
| المسيرة |                   | 79  | 2   | 9.3   | .351    | .311   | .722 | 1.3    | .3  | .2     | .1   | 2.3  |

### التصفيات
| السنة   | الفريق            | لعب | بدأ | دقيقة | ميداني% | ثلاثية | حرة  | ارتداد | صنع | استلاب | تصدي | نقطة |
| ------- | ----------------- | --- | --- | ----- | ------- | ------ | ---- | ------ | --- | ------ | ---- | ---- |
| 2014    | لوس أنجلوس كليبرز | 2   | 0   | 2.5   | 1.000   | .000   | .000 | .0     | .5  | .0     | .0   | 1.0  |
| المسيرة |                   | 2   | 0   | 2.5   | 1.000   | .000   | .000 | .0     | .5  | .0     | .0   | 1.0  |

## روابط خارجية
- ريجي بولوك على موقع إن بي أي (الإنجليزية)
- ريجي بولوك على موقع سبورتس رفرنس (الإنجليزية)
- ريجي بولوك على موقع كرة السلة الأوروبية.كوم (الإنجليزية)
- ريجي بولوك على موقع DraftExpress.com (الإنجليزية)
- ريجي بولوك على موقع إي إس بي إن.كوم (الإنجليزية)
- ريجي بولوك على موقع كلية كرة السلة في سبورتس رفرنس.كوم (الإنجليزية)
- ريجي بولوك على موقع ريلجم (الإنجليزية)
- ريجي بولوك على موقع بروبوليرز (الإنجليزية)
- ريجي بولوك على موقع سبورتس رفرنس (الإنجليزية)